# Čtyři svatá města judaismu

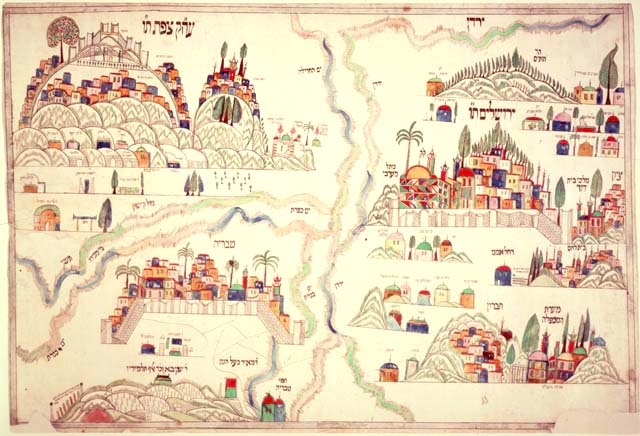
Mapa čtyř židovských svatých měst pocházející z 9. století, s Jeruzalémem zabírajícím pravý horní roh, Hebron se nachází pod ním a souběžně s nimi teče řeka Jordán. Safed se nachází v levém horním rohu a Tiberias je dole pod ním. Každé ze čtyř měst obsahuje vylíčení posvátných míst, stejně jako posvátná pohřebiště rabínů a jiných svatých mužů

Čtyři svatá města judaismu je v židovské tradici souhrnný název pro čtyři města: Jeruzalém, Hebron, Safed a Tiberias.
„Od 16. století byla svatost Palestiny a zejména její pohřebiště téměř přesunuta do čtyř měst: Jeruzaléma, Hebronu, Tibriasu a Safedu.“…Judah David Eisenstein
- Jeruzalém byl nejsvatějším místem a duchovní domovinou všech Židů již od 10. století př. n. l.[2]
- Hebron je místo, kde se nachází pohřebiště židovských patriarchů.
- Safed začal být považován za svaté město po přílivu židů, vystěhovaných ze Španělska po roce 1492 a kdy Safed začal být znám jako centrum kabalického učení.
- Tiberias je v židovské historii významným místem, kde byly položeny základy Jeruzalémského Talmudu a byl také domovem Masoretů, ale status svatého města mu byl udělen až v důsledku přílivu rabínů v průběhu 18. a 19. století, kteří z města udělali centrum židovství.

Všechna čtyři města jsou posvátná pro judaismus a dvě stejně posvátná i pro další abrahámovská náboženství. Islám a křesťanství za svaté považují Jeruzalém a islám také navíc ctí i Hebron, jakožto pohřební místo Abrahamovo.